# Teranodes
Teranodes – rodzaj pająków z infrarzędu ptaszników i rodziny Hexathelidae. Obejmuje dwa opisane gatunki. Występują na południowym wschodzie Australii.

## Morfologia
Pająki średnich do dużych rozmiarów. Samce osiągają między 5,3 a 8,5 mm długości prosomy, a samice między 5,7 a 10 mm długości prosomy. Warga dolna jest co najmniej trochę szersza niż dłuższa, o co najwyżej 30 kuspulach. Pierwsza para odnóży samca cechuje się obecnością pojedynczego odsiebnego megakolca na wyniesionej apofizie goleni oraz obecnością nieobramowanego wgłębienia na dosiebnej części nadstopia. Zwykle wszystkie stopy zaopatrzone są w kolce. Trichobotria na nadstopiach i stopach rozmieszczone są w pojedynczym szeregu, a na goleniach w dwóch szeregach. Opistosoma (odwłok) jest cała lub niemal cała brązowa.
Nogogłaszczki samca mają gruszkowaty, niezmodyfikowany bulbus i zwężony ku szczytowi embolus; pozbawione są apofizy paraembolicznej oraz kolców w tylno-brzusznym kącie goleni.

## Rozprzestrzenienie
Rodzaj endemiczny dla południowego wschodu Australii, znany z południowej Wiktorii i wschodniej Tasmanii.

## Taksonomia i ewolucja
Hexathele montanus opisany został w 1927 roku przez Vernona Victora Hickmana. W 1978 roku Robert J. Raven przeniósł go do nowego rodzaju Bymainiella. W obrębie tego rodzaju umieścił go w grupie gatunków montana wraz z opisanymi przez siebie w tej samej publikacji B. otwayensis i B. tubrabucca. W 1980 roku przeklasyfikował B. montana i B. otwayensis do nowego rodzaju Terania, a B. tubrabucca do Paraembolides. Nazwa Terania okazała się młodszym homonimem nazwy użytej w 1968 roku u pluskwiaków, w związku z czym w 1985 roku Raven wprowadził dla omawianego taksonu nową nazwę Teranodes.
Do rodzaju należą dwa opisane gatunki:
- Teranodes montanus (Hickman, 1927)
- Teranodes otwayensis (Raven, 1978)

Wyniki filogenetycznych analiz molekularnych Marshala Hedina i innych z 2018 roku wskazują na zajmowanie przez Teranodes pozycji siostrzanej dla kladu tworzonego przez  rodzaje Paraemboliodes i Bymainiella. Z kolei te trzy rodzaje tworzyć mają klad siostrzany dla Plesiothele.